# Гайді Макдональд
Га́йді Макдо́нальд (англ. Heidi MacDonald; нар. 15 листопада) — американська письменниця та редакторка коміксів, веде блог новин індустрії коміксів The Beat. Проживає у Нью-Йорку.

## Життєпис

### Кар'єра
Гайді Макдональд — колишня редакторка видавництва DC Comics Vertigo та Disney Adventures.
У 1993 році вона була однією із засновниць «Друзів Лулу» — правозахисної організації, покликаної сприяти збільшенню кількості читачів коміксів серед жінок та участі жінок в індустрії коміксів (одна з інших засновниць організації, Тріна Роббінс, назвала Макдональд «мамою-засновницею» «Друзів Лулу»). 2005 року «Друзі Лулу» нагородили Макдональд премією «Видатні жінки».
У 2007 році Макдональд відредагувала графічний роман «У пагорбів є очі: Початок» від Fox Atomic Comics, який був приквелом до фільму 2006 року.
Приблизно з 2006 по 2010 рік Макдональд також була редакторкою і письменницею в Publishers Weekly, де вона була співавторкою PW Comics Week. У січні 2016 року Макдональд оголосила, що її звільнили з посади у Publishers Weekly, хоча вона й далі писатиме для журналу на позаштатній основі.

#### The Beat
Макдональд створила свій довготривалий блог «The Beat: The News Blog of Comics Culture» (також відомий як Comics Beat) на сайті Comicon.com у червні 2004 року, а у 2006 році перенесла його на Publishers Weekly, а у 2010 році — на незалежний сайт. 2016 року вона оголосила, що переносить The Beat на сайт вебкоміксів Hiveworks.
У 2017 році видавництво коміксів Lion Forge придбало The Beat. У січні 2020 року було оголошено, що після того, як Lion Forge придбала Polarity, компанія розірвала зв'язки з Макдональд. У пресрелізі Макдональд зазначила, що й далі вестиме блог самостійно.